# Campionati europei di atletica leggera indoor 2017 - 800 metri piani maschili

## Podio
| Pos.    | Atleta           | Nazionalità |
| ------- | ---------------- | ----------- |
| Oro     | Adam Kszczot     | Polonia     |
| Argento | Andreas Bube     | Danimarca   |
| Bronzo  | Álvaro de Arriba | Spagna      |

## Record
| Record                | Record           | Record  | Record          | Record       |
| --------------------- | ---------------- | ------- | --------------- | ------------ |
| Record del Mondo      | Wilson Kipketer  | 1:42.67 | Parigi, Francia | 9 marzo 1997 |
| Record europeo        | Wilson Kipketer  | 1:42.67 | Parigi, Francia | 9 marzo 1997 |
| Record dei campionati | Pawel Czapiewski | 1:44.78 | Vienna, Austria | 3 marzo 2002 |

## Programma
| Data         | Ora   | Turno      |
| ------------ | ----- | ---------- |
| 3 marzo 2017 | 11:35 | Batterie   |
| 4 marzo 2017 | 19:25 | Semifinali |
| 5 marzo 2017 | 17:50 | Finale     |

## Risultati

### Batterie
I primi due di ogni batteria e i migliori quattro tempi non qualificati direttamente si qualificano per le semifinali.
| Posizione | Batteria | Atleta             | Nazione              | Tempo   | Note |
| --------- | -------- | ------------------ | -------------------- | ------- | ---- |
| 1         | 1        | Andreas Kramer     | Svezia               | 1:46.86 | Q    |
| 2         | 1        | Thijmen Kupers     | Paesi Bassi          | 1:47.21 | Q    |
| 3         | 1        | Daniel Andújar     | Spagna               | 1:47.32 | q    |
| 4         | 1        | Robert Farken      | Germania             | 1:48.06 | q    |
| 5         | 4        | Adam Kszczot       | Polonia              | 1:48.37 | Q    |
| 6         | 4        | Álvaro de Arriba   | Spagna               | 1:48.57 | Q    |
| 7         | 4        | Paul Renaudie      | Francia              | 1:48.63 | q    |
| 8         | 4        | Andreas Bube       | Danimarca            | 1:48.68 | q    |
| 9         | 4        | Guy Learmonth      | Regno Unito          | 1:48.73 |      |
| 10        | 1        | Balázs Vindics     | Ungheria             | 1:49.18 |      |
| 11        | 2        | Jan Kubista        | Rep. Ceca            | 1:49.21 | Q    |
| 12        | 2        | Amel Tuka          | Bosnia ed Erzegovina | 1:49.84 | Q    |
| 13        | 3        | Kyle Langford      | Regno Unito          | 1:49.93 | Q    |
| 14        | 3        | Kevin López        | Spagna               | 1:49.96 | Q    |
| 15        | 3        | Christoph Kessler  | Germania             | 1:50.04 |      |
| 16        | 2        | Mateusz Borkowski  | Polonia              | 1:50.08 |      |
| 17        | 3        | Jan Van Den Broeck | Belgio               | 1:50.43 |      |
| 18        | 2        | Zak Curran         | Irlanda              | 1:50.87 |      |
| 19        | 2        | Pol Moya           | Andorra              | 1:50.88 |      |
| 20        | 1        | Brice Etès         | Monaco               | 1:51.35 |      |
| 21        | 3        | Hugo Santacru      | Svizzera             | 1:52.61 |      |
| 22        | 2        | Jozef Repčík       | Slovacchia           | 1:52.62 |      |
| 23        | 4        | Tigran Mkrtchyan   | Armenia              | 1:53.54 |      |
| 24        | 3        | Matúš Talán        | Slovacchia           | 1:57.83 |      |

### Semifinali
I primi tre di ogni batteria si qualificano per la finale.
| Posizione | Batteria | Atleta           | Nazione              | Tempo   | Note |
| --------- | -------- | ---------------- | -------------------- | ------- | ---- |
| 1         | 1        | Álvaro de Arriba | Spagna               | 1:48.36 | Q    |
| 2         | 1        | Adam Kszczot     | Polonia              | 1:48.53 | Q    |
| 3         | 1        | Thijmen Kupers   | Paesi Bassi          | 1:48.69 | Q    |
| 4         | 1        | Kyle Langford    | Regno Unito          | 1:49.23 |      |
| 5         | 1        | Paul Renaudie    | Francia              | 1:49.26 |      |
| 6         | 2        | Andreas Bube     | Danimarca            | 1:49.42 | Q    |
| 7         | 2        | Daniel Andújar   | Spagna               | 1:49.44 | Q    |
| 8         | 2        | Kevin López      | Spagna               | 1:49.53 | Q    |
| 8         | 1        | Andreas Kramer   | Svezia               | 1:49.53 |      |
| 10        | 2        | Jan Kubista      | Rep. Ceca            | 1:49.81 |      |
| 11        | 2        | Robert Farken    | Germania             | 1:51.39 |      |
|           | 2        | Amel Tuka        | Bosnia ed Erzegovina | DNS     |      |

### Finale
La finale è iniziata alle 17:50 di domenica 5 marzo
.
| Posizione | Atleta           | Nazione     | Tempo   | Note |
| --------- | ---------------- | ----------- | ------- | ---- |
| 1         | Adam Kszczot     | Polonia     | 1:48.87 |      |
| 2         | Andreas Bube     | Danimarca   | 1:49.32 |      |
| 3         | Álvaro de Arriba | Spagna      | 1:49.68 |      |
| 4         | Daniel Andújar   | Spagna      | 1:50.28 |      |
| 5         | Thijmen Kupers   | Paesi Bassi | 1:50.47 |      |
| 6         | Kevin López      | Spagna      | 1:54.17 |      |